# Mile Krstev
Milorad Krstev, detto Mile (in macedone Милорад "Миле" Крстев?; Negotino, 13 maggio 1979), è un ex calciatore macedone, di ruolo centrocampista.